# Бонсай

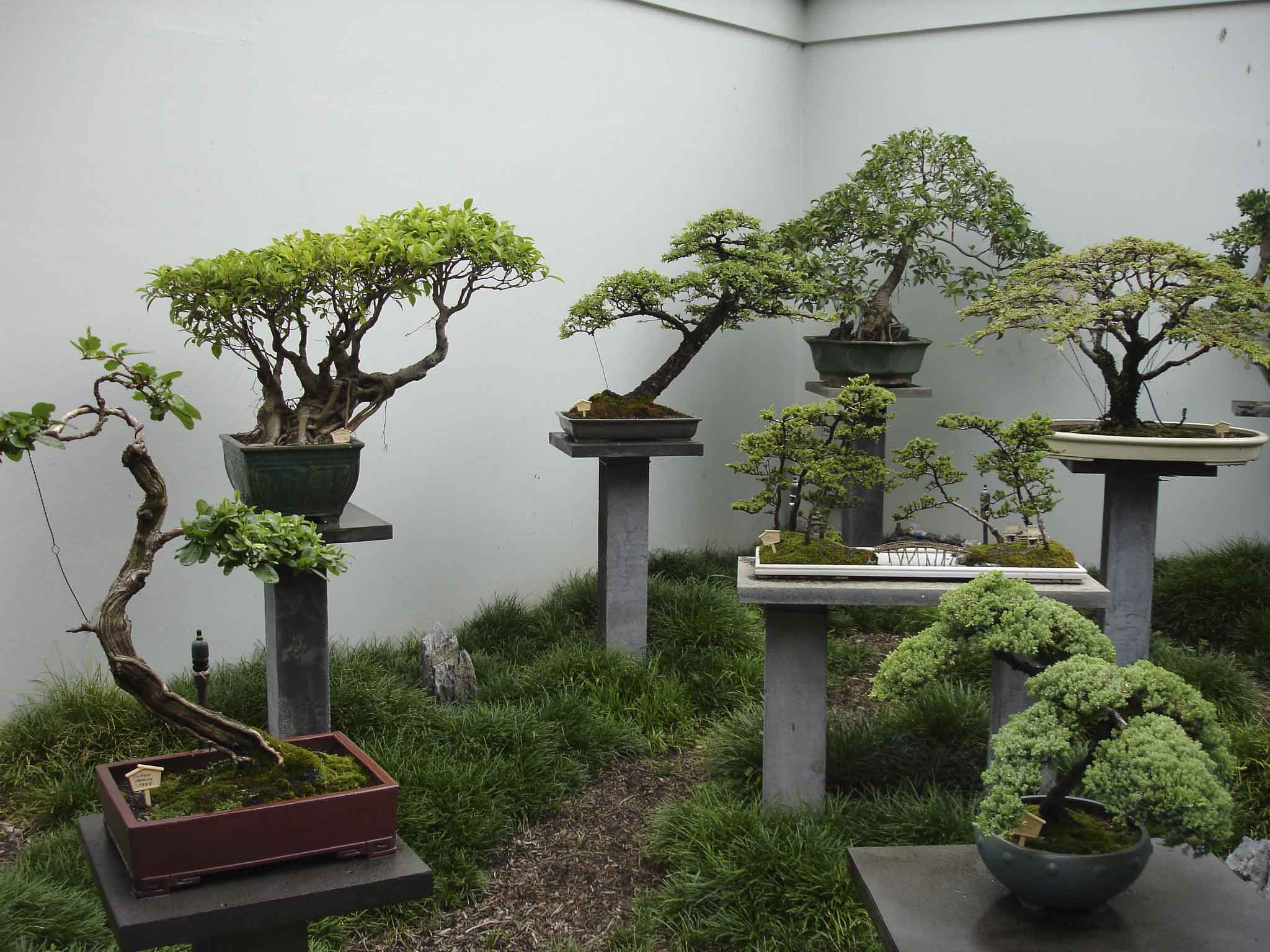
Виставка бонсай в китайському садку (Сідней)

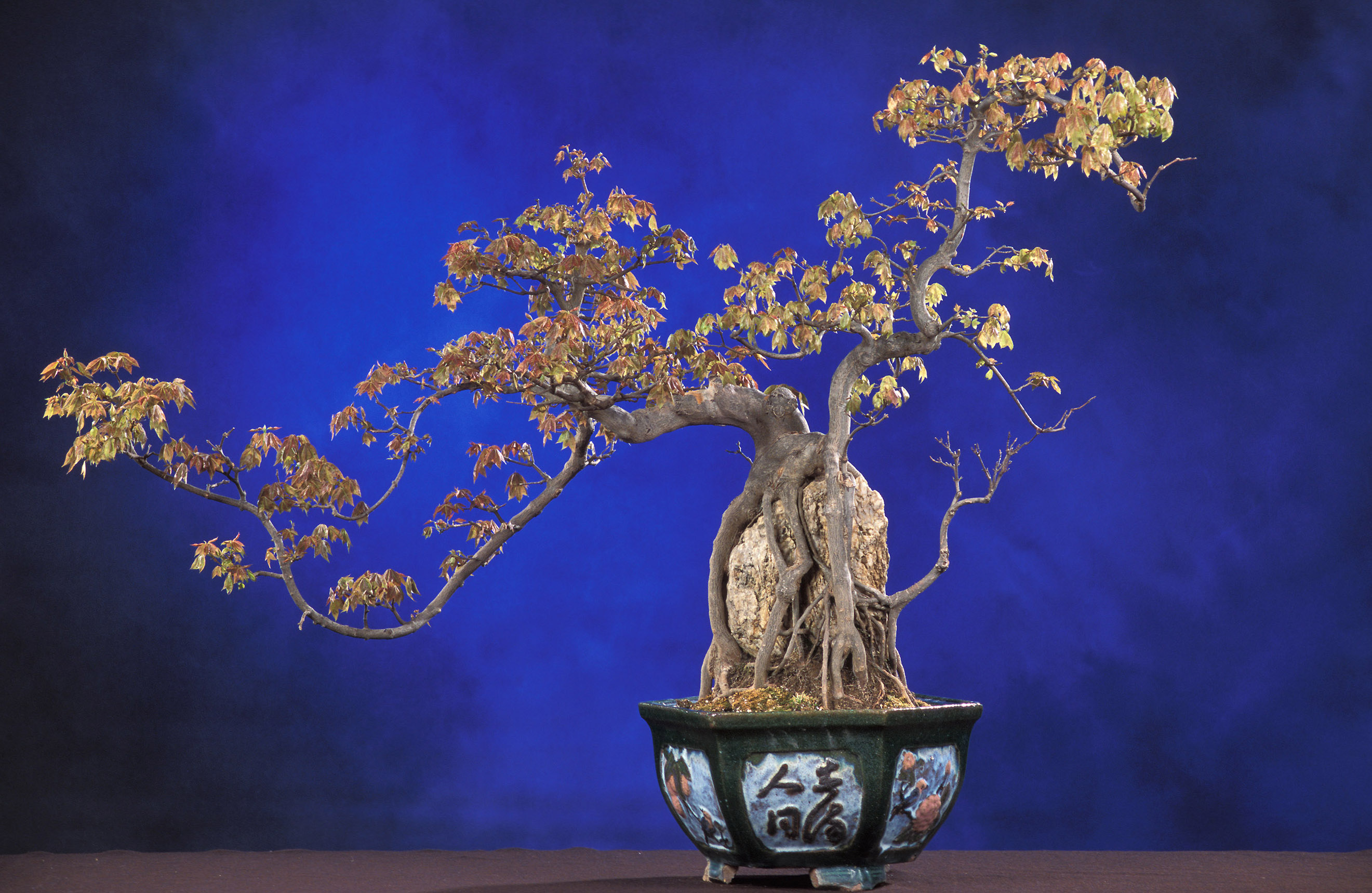
Бонсай

Бонса́й (яп. 盆栽, «рослина на таці») — мистецтво вирощування карликових дерев у невеликих посудинах.
Не кожне деревце в низькому контейнері — бонсай, японські традиціоналісти обмежують список видами: сосна, ялина, ялівець, клен, азалія, рододендрон.
Авторство ідеї бонсай належить Китаю. Існують різні думки з приводу дати започаткування цього мистецтва, за різними твердженнями початок своєї історії воно отримало близько 4000 років тому.

## Історія

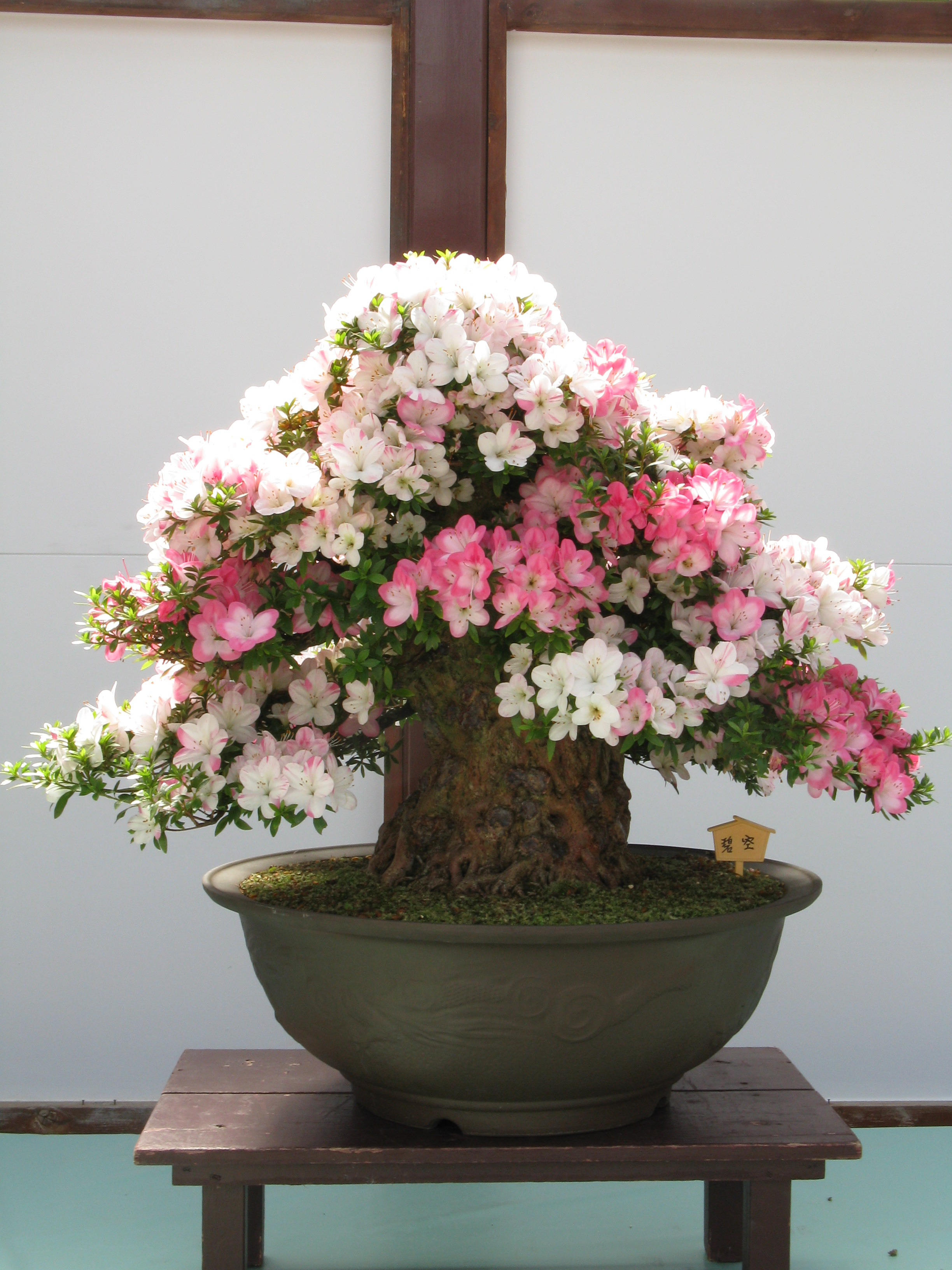
Бонсай. Квітучий рододендрон

Існує легенда що першим «бонсаїстом» був китайський імператор династії Хань, який створив мініатюрну копію своєї імперії. Згідно з легендою там були мініатюрні гори, дерева, будинки й навіть річки. Згодом, у період середньовіччя, разом із буддизмом культура бонсай поширилася й у Японію де вкорінилося спочатку серед аристократів і духовенства, а потім, на початку 17 століття, і на національному рівні. У 18 столітті в Японії почали впроваджувати особливі техніки формування дерев, правила, норми, відділяти різноманітні стилі, а також проводити виставки на яких майстри ділилися своїми досягненнями. Найстарішою дієвою виставкою Японії є виставка бонсай у Токіо, яка вперше відбулась ще у 1914 році й кожен рік радує людей своїми неймовірними експонатами вже понад сто років поспіль.

У 20 столітті, багатовікові традиції бонсай потрапили й на інші континенти. Перша виставка бонсай у Європі відбулася 1909 році в Лондоні. Як не дивно, але спочатку європейці досить погано ставилися до нового для себе мистецтва, вони вважали що це знущання з дерев. Проте після другої світової війни бонсай починає здобувати популярність на Заході. Багато дерев було привезено солдатами з Японії. Виникла потреба у спеціалізованій літературі про бонсай.

Останнім часом популярність цього мистецтва неймовірно виросла. Дерева бонсай з'явились у магазинах, садових центрах, проте здебільшого це псевдобонсай — пеньки в'язів, дзелькви, фікуса чи кармони які обросли декількома гілочками. Знайти бонсай справжнього майстра майже нереально у магазині. На даний час існує велика кількість клубів бонсай майже у кожній країні світу.

## Стилі
В цей час існують такі стилі бонсаю:
| Теккан             |  | Формальний прямий стиль (теккан) — в цьому традиційному стилі стовбур залишається прямим, потовщені біля кореня. |
| Моеґі              |  | У дерева, вирощеного в неформальному прямому стилі (моеґі) гілки або стовбур можуть бути трохи викривлені. Верхівка стовбура завжди знаходиться на прямій лінії, що виходить перпендикулярно землі в тому місці, де починається корінь.                                                                                             |
| Сока               |  | Соку («здвоєний стовбур») — являє собою композицію, що відрізняється від решти наявністю двох стовбурів. Вони можуть бути різними за розміром і утворювати одну крону. |
| Сяка               |  | Похилий стиль (сяка) відрізняється від формального прямого стилю тільки тим, що зростання дерева йде під кутом до землі. |
| Кенґай             |  | Каскад (кенґай) імітує зростання дерев біля води або на горах. У повному каскаді вершина дерева зростає за межами горщика і опускається значно нижче ґрунту, що знаходиться в горщику. |
| Хан-кенґай         |  | Хан-кенґай — напівкаскадний стиль. У напівкаскаді верхівка дерева залишається на рівні ґрунту каганця. |
| Нецунарі           |  | Нецунарі — стиль, що імітує вид дерев, у яких частина стовбура затоплена або засипана землею. Гілки такої рослини ростуть як окремі дерева. |
| Літерал (Буджінґі) |  | «Літерал» — характеризується прямим стовбуром дерева, з мінімумом гілок. Літерал — китайське слово, у Японії цей стиль називають бундзін-ґі. |
| Секідзедзю         |  | Секідзедзю — «корінь на камені» — дерево (часто інжир) росте на камені. Стовбур знаходиться прямо на камені, а коріння вигадливо обплітають його. |
| Ісізукі            |  | Ісізукі або «зростаючий-на-камені» стиль схожий зі стилем секідзедзю, але в цьому випадку коріння дерева ростуть в ущелинах каменю. Так як місця для коріння в цьому випадку небагато, цей стиль використовують для ілюстрації витривалості дерева.                                                                                 |
| Хокідаті           |  | Хокідаті — «Стиль мітли» — застосовується на деревах з розлогими гілками. Стовбур залишається прямим, а гілки ростуть навколо нього приблизно на 1/3 висоти дерева, внаслідок чого листки утворюють форму, схожу на кулю. |
| Есе Ое             |  | «Есе Ое» або група дерев — стиль, в якому кілька дерев вирощують в одному горщику. Кількість їх може варіюватися, але майже ніколи не дорівнює 4 (слово «сі» — «чотири» японською співзвучне зі словом «смерть»). Часто в горщик садять дерева одного й того ж виду, а краса композиції полягає в поєднанні висот і віку цих дерев. |
| Ікадабукі          |  | Багатостовбурний стиль, ікадабукі, відрізняється тим, що всі стовбури дерева ростуть з одного кореня. Вони формують розкидисту крону, а найпотужніший стовбур утворює вершину. |

## Класифікація розмірів
|            | Клас       |             | Розмір, см   |
| ---------- | ---------- | ----------- | ------------ |
| Крихітний  | Мамі       | Кесі-цубу   | До 2,5       |
|            |            | Сито        | 2,5-7,5      |
|            |            | Гафу        | 13-20        |
| Маленький  | Сехіна     | Комон       | До 18        |
|            |            | Мябі        | 15-25        |
| Середній   | Кіфу       | Катаде-моті | До 40        |
| Великий    | Тю/тюхін   |             | 40-60        |
|            |            | Омон        | До 120       |
| Величезний | Дай/дайдза | Бондзю      | Більше метра |

## Агротехніка

### Полив
Через обмежені розміри горщика з рослиною, турбота про бонсай може бути досить складною. Глибокі контейнери часто не дозволяють кореневій системі розвиватися правильно, а полив такої рослини перетворюється на важку роботу. Різні техніки поливу включають або пряме зрошення з поливального чайника або банки, або занурення місткості з бонсай у велику тару, наповнену водою. Деякі види рослин можуть переносити періоди посухи, а інші вимагають практично постійного поливу. Якщо залишати ґрунт сухий або поливати занадто часто, можна отримати загнилу рослину або вбити її кореневу систему. Сонце та вітер можуть швидко висушити ґрунт, тому рослини, що знаходяться зовні, потрібно щодня перевіряти й поливати при виникненні такої необхідності. Ґрунт взагалі не повинен ставати сухим, навіть на короткий термін. Частина рослин, які використовуються в бонсаї ніяк не показують нестачу води в ґрунті, залишаючись зеленими навіть коли їх коренева система повністю знищена.

### Підтримка вологості повітря
Для підтримання необхідного рівня вологості рослину обприскують кілька разів на день, при цьому з листя змиваються частинки пилу.
Часто для імітації трави поверхню ґрунту покривають мохом, що вимагає щоденного обприскування і гарної вологості повітря.

### Пересадка

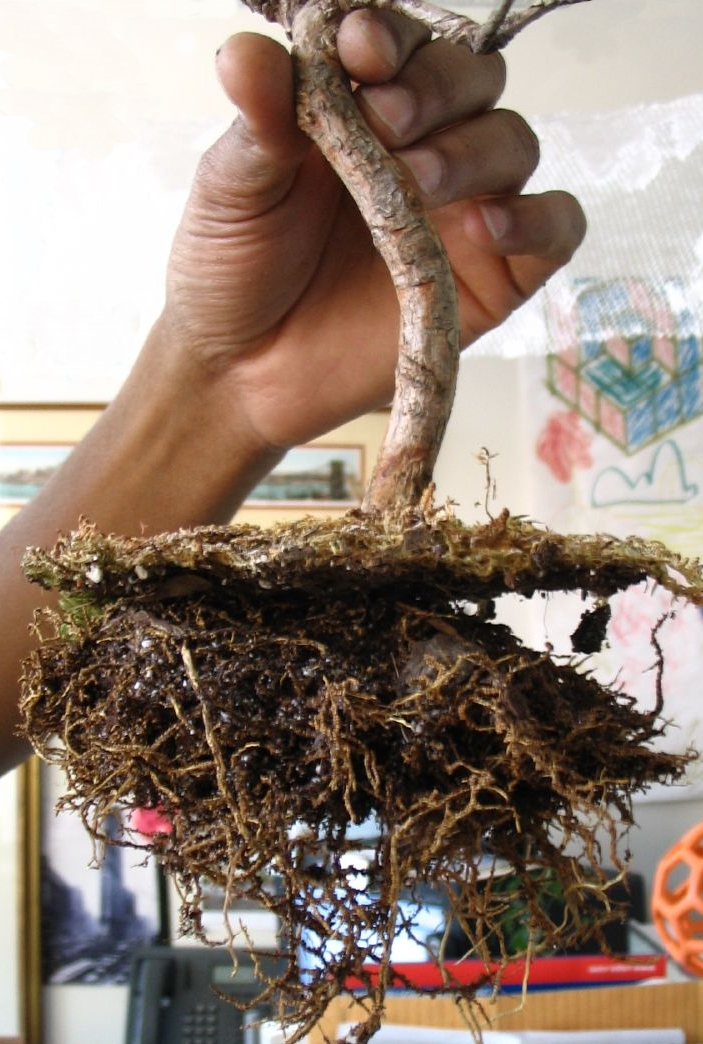
Пересадка рослини

Бонсай зазвичай пересаджують приблизно раз на два роки навесні, перед тим, як вони почнуть сокорух після «зимової сплячки». Чим молодша рослина, тим частіше її пересаджують. Це запобігає обростанню коренів навколо горщика зсередини та провокує зростання.
При пересадці частина коренів підрізається.
Так само пересадка — необхідний засіб при загниванні коренів. Рослину витягують з миски, оглядають пошкоджене коріння і видаляють його.

### Формування
Для зменшення розміру дерева існують різні методи. Сезонне підрізування часто є запорукою успіху, проте якщо зробити його невміло, можна знищити дерево. Більшість видів дерев, які використовуються для бонсаю можуть бути деформовані за допомогою мідного або алюмінієвого дроту. Деякі дерева не піддаються такому формуванню, їх вигляд змінюють головним чином за допомогою підрізання.
Щоб створити видимість старого дерева, іноді використовують мертві дерева, «дзін» і «сярі». Їх отримують, відрізаючи гілку від стовбура живого дерева і здираючи кору з усього стовбура або частково (сярі), створюючи видимість природних шрамів на дереві. Ці методи повинні бути використані з великою обережністю, тому що такі дії можуть призвести до зараження дерева. Також не можна здирати цілісне кільце кори зі стовбура, інакше в дереві порушиться сокорух.

#### Перев'язка
Лігатура — дріт, за допомогою якого паросткам надають необхідний напрямок. Перев'язка дерев — один з найсильніших способів керування формою дерева. Найкращий час для перев'язки — весна й осінь. Іноді до гілок підвішують вантаж для створення вигинів і вузлів і ефекту старості. Хоча перев'язка дротом здійснюється дуже туго, в дерево дріт у жодному разі врости не повинен. Знімають дріт, розрізаючи його на дрібні шматочки, а не просто розкручуючи.
Товщина дроту повинна бути пропорційна товщині гілки. Замість дуже товстого дроту можна використовувати пару тонких скручених дротиків. Не можна допускати схрещування дроту. Найкраще поступово обплітати стовбур знизу вгору протягом декількох місяців.

#### Обрізка
Обрізка є необхідним способом формування бонсай. З її допомогою вирішують кілька завдань: зменшують розмір рослини, формують розташування скелетних гілок, стимулюють ріст нових пагонів.
Можна виділити кілька видів обрізки.
- Формотворча обрізка — вирізка великих скелетних гілок, усікання стовбура, що формують «основу» дерева
- Підрізування гілок зменшує їх довжину і стимулює утворення нових точок зростання, стимулює розгалуження.
- Стрижка пагонів формує обрис крони рослини
- Прищіпки (пінцірування) служить для обмеження зростання пагонів
- Обрізка листя (дефоліація) служить для оновлення крони, при цьому кількість листя збільшується і зменшується їх розмір
- Підрізування коренів необхідне для оновлення і формування кореневої системи

### Розташування та зимівля
Всупереч громадській думці, бонсай може стояти й всередині будинку, якщо отримує достатньо світла. Клен чи сосна можуть рости й зовні, і в приміщенні, проте у них є період сну. Багато дерев потрібно спочатку ростити в кімнаті, а потім перенести в сад. Японська чорна сосна і деякі інші види, бувши зовнішніми деревами, можуть вижити в кімнаті, хоча їх краще поміщати в холодну кімнату або навіть в особливий холодильник. Щоб переконатися в правильності положення дерева, потрібно простежити за освітленістю та умовами в холодний сезон. Для забезпечення цього часто можна просто відкрити вікно, але не в разі проживання в дуже холодних місцевостях. Насправді немає повністю «зовнішніх» дерев. Всі холодостійкі дерева, після розміщення їх у тепло, акліматизуються через деякий час.

## Ґрунт і горщик

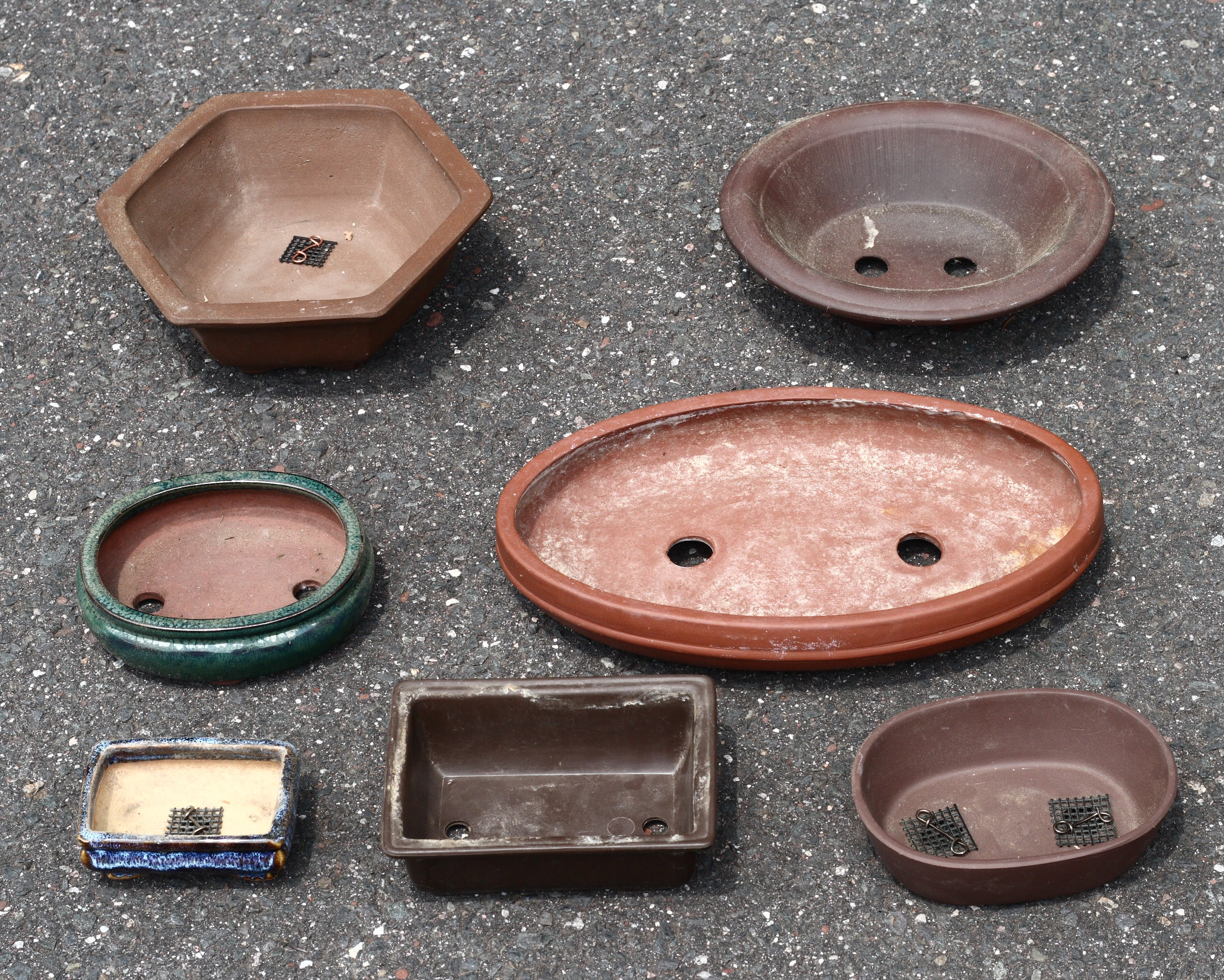
Горщики для бонсая

Деякі любителі використовують тільки неорганічні ґрунти, інші — звичайні, треті — рясно підживлюють землю реагентами, і всі ці техніки мають право на існування. Ґрунти для бонсаю повинні бути легкими і пропускати воду. Найчастіше беруть суміш на основі гравію, керамічних черепків, кори, грубого піску, вулканічної глиняно-пемзової землі або коксу. Найпопулярнішим ґрунтом серед японських майстрів уважається акадама  — обпечений за певної температури гранулят глини, що дозволяє проникати повітрю до кореневої системи деревця й водночас добре утримує вологу.
Горщик повинен мати дренажні отвори, аби зайва вода могла зійти в піддон. Кожен отвір прикривається керамічним черепком чи шматочком пластику, щоб запобігти висипанню ґрунту. У бонсаї застосовують глазуровані (блискучі) й неглазуровані, різноколірні або гладкі горщики. Для більш формальних композицій обирають гострокутні прямі контейнери; для вічнозелених дерев — неглазуровані. Важливо, щоб колір горщика підходив до кольору рослини. Гончарний промисел розвинувся по всьому світу, однак виділяють особливо досвідчених у цьому мистецтві майстрів давнього Китаю та Японії, чиї горщики збирають колекціонери. Високо цінуються також вироби європейців, наприклад Байрона Олбрайта, Ґордона Даффета.
Деякі дерева потребують особливого захисту взимку, тому інтенсивність технік, що використовуються у холодну пору, залежить насамперед від того, наскільки рослина адаптована до клімату. Якщо в неї є період сплячки, то у жодному разі не можна переривати його, особливо в листяних порід. Щоб уберегти рослину від холоду у квартирі, її можна помістити в додаткову ємність або покрити землю в горщику шаром перегною до першої гілки.